# Кокорица
Коко́рица (бел. Какорыца) — деревня в Дрогичинском районе Брестской области Республики Беларусь. Входит в состав Бездежского сельсовета. Через деревню протекает река Плиса.

## История
Согласно местной легенде, в здешние болота за какую-то провинность сослали двух мужчин, которых звали Зиновий и Протас. Мужчины обжили остров на болоте, пустили здесь корни и дали продолжение роду Зиновичей и Протасевичей. Эти две фамилии до сих пор являются самыми распространенными в деревне. Только в послевоенные годы, когда в деревню на работу направляли учителей и других специалистов, сюда было внесено этническое разнообразие. 
Деревня располагается в 2 км от Споровского озера и первоначально образовалась на относительно сухом участке среди низменных полесских болот. В радиусе 7 км разбросаны т.н. хутора, которые вместе составляют деревню Кокорица. Во времена паводков местные жители передвигались между хуторами исключительно на лодках.  
В начале 2000-х годов была проведена мелиорация местных болот, после чего уровень воды заметно понизился. Сегодня деревня и её окрестности активно зарастают кустарниками, высокой травой.

### Великая Отечественная война
В годы Великой Отечественной войны Кокорица стала постоянным пристанищем для партизан. Здесь они останавливались на отдых, местные жители всячески помогали бойцам. А местные парни на лодках несли вахту и контролировали единственную «грэблю» (так называют дорогу), чтобы вовремя  оповестить о том, если в сторону Кокорицы движутся немцы.

## Туризм
В 2011 году деревню посетило более 600 туристов. Главной проблемой для развития туризма является удалённость деревни от крупных населённых пунктов.
Кокорица — одно из тех мест в Белоруссии, туристический потенциал которых огромен. Деревня находится вблизи с Республиканским биологическим заказником «Споровский», местность в деревни и в округе очень привлекательна для туристов даже несмотря на то, что первоначальный исконный пейзаж полесских болот нарушен мелиорацией.
Помимо туристов, сюда часто приезжают орнитологи понаблюдать за птицами, например за вертлявой камышовкой (лат. Acrocephalus paludicola) и гоголем обыкновенным (лат. Bucephala clangula).

## Население
- 1999 год — 227 человек
- 2009 год — 134 человек
- 2019 год — 63 человека[1]